# Valentina Peruzzo
Valentina Peruzzo (Vicenza, 27 maggio 1960) è un'ex cestista italiana.

## Carriera
Dal 1980-81 al 1987-88 gioca con la maglia dell'Associazione Sportiva Vicenza, con cui vince sette titoli italiani consecutivi e cinque Coppe dei Campioni.
Nel 1989-90 gioca 30 presenze segnando 232 punti con l'Estel Vicenza.

## Palmarès
- Campionato italiano: 7
A.S. Vicenza: 1981-82, 1982-83, 1983-84, 1984-85, 1985-86, 1986-87, 1987-88
- Coppa dei Campioni: 5
A.S. Vicenza: 1983, 1985, 1986, 1987, 1988